# لا تكذبي
لا تكذبي هي قصيدة من تأليف الشاعر كامل الشناوي وتلحين محمد عبد الوهاب، وقد غناها كل من نجاة الصغيرة، ومحمد عبد الوهاب، وعبد الحليم حافظ.

## قصة الأغنية
- قيل الكثير عن قصة هذه الأغنية منها أن الشاعر كامل الشناوي كان معجباً بنجاة الصغيرة، لكنها لم تبادله الإعجاب، بل وكانت على علاقة، حسب ما يزعم الكثيرون، بشخص آخر.
- لكن المهم أن موضوع القصيدة يتحدث عن صدمة حبيب إزاء العلاقة التي تربط المرأة التي يحبها برجل آخر، حيث يقول:

- عندما سمعت نجاة كلمات القصيدة أعجبت بها ورغبت في غنائها، وأسندت تلحينها إلى الموسيقار محمد عبد الوهاب، وبالنسبة لعبد الوهاب الذي تعود على تلحين القصائد من الشعر العربي القديم، لم يكن تلحين هذه القصيدة يمثل مشكلة كبيرة له.
- لحن عبد الوهاب لهذه القصيدة كان جميلاً، خصوصاً البيت الذي يقول:

- قال الشاعر محمد حمزة ذات مرة في مجلة «فن» إن بليغ حمدي كان ينوي تلحين هذه الأغنية، إلا أنه تراجع بعد أن تبادر إلى علمه أن عبد الوهاب يقوم بتلحينها.

## غناء القصيدة
- قام الشاعر كامل الشناوي بإهداء القصيدة لعبد الوهاب الذي قام بدوره بتلحينها وتسجيل اللحن بصوته على العود، وكان عبد الوهاب ينوي أن يهدي اللحن للمطرب عبد الحليم حافظ ليقوم بغناءه اقتناعا منه بأن القصيدة لا تصلح إلا لصوت رجالي تماشياً مع قصة القصيدة، إلا أن عبد الوهاب لم يفرج فعليا عن اللحن لعبد الحليم في وقتها.
- في تلك الفترة كانت المطربة نجاة الصغيرة تقوم بتصوير فيلم الشموع السوداء ونما إلى علمها وجود قصيدة جديدة لدى عبد الوهاب تتحدث عن الخيانة وهو ما يتماشى مع أحداث الفيلم. طلبت نجاة من عبد الوهاب أن تشتري لحن لا تكذبي وتغني القصيدة وهو ما وافق عليه عبد الوهاب، إلا أن عبد الوهاب قد اشترط على نجاة عدم غناء تلك القصيدة في الحفلات العامة قبل عرض الفيلم، بالإضافة إلى أن عبد الوهاب كان لا يزال على اقتناع بأن القصيدة تتناسب مع أحد المطربين تماشيا مع قصة القصيدة.
- قامت نجاة بغناء القصيدة في فيلم الشموع السوداء وتكلف تصويرها سينمائيا وقتها أمام صالح سليم أربعة آلاف جنيه، وتم عرض الفيلم ببداية شهر مايو من عام 1962، وحضر الموسيقار عبد الوهاب العرض الأول للفيلم لسماع القصيدة، ونالت إعجاب جمهور الحاضرين، وبعد عرض الفيلم بأيام قليلة قامت نجاة بغناء القصيدة بحفل عام بدار سينما قصر النيل تحديدا في يوم 15 مايو 1962 وقد صادف ذلك التاريخ ثاني أيام عيد الأضحى المبارك وقاد الاوركسترا الموزع الموسيقي على إسماعيل، علما بأن نجاة كانت قد أدت القصيدة فعلا قبل عرض الفيلم في حفل خيري خاص بعد موافقة عبد الوهاب.
- على جانب آخر، فقد استمر عبد الوهاب في إصراره على أن يقوم أحد المطربين بغناء القصيدة واستقر في النهاية على عبد الحليم حافظ مثلما انتوى منذ البداية وقام عبد الوهاب بإدخال تعديل بسيط على خاتمة اللحن الذي سيؤديه عبد الحليم وقام عبد الحليم بغناء القصيدة ببداية شهر يوليو من عام 1962.
- في تلك الفترة ظهرت بعض الإشاعات أن عبد الوهاب كان قد اشترط على نجاة أن تغني القصيدة في الفيلم فقط ولا تؤديها في حفل عام، وأنه كان ينتوي مقاضاة نجاة بسبب إجراء بعض البروفات مع الفرقة الماسية لتقديم القصيدة في الحفلات العامة، إلا أن الأرجح هو قيام عبد الوهاب شخصيا بإطلاق تلك الشائعات ليعزز من نجاح الأغنية، حيث أنه تم طرح القصيدة بصوت نجاة في الأسواق من خلال شركة صوت الفن المملوكة لعبد الوهاب وكان التسجيل من حفل عام، لأن شركة صوت الفن لا تملك حق إذاعة القصيدة من تسجيل الفيلم نظرا لأن الفيلم ليس من إنتاجها.
- قيل أيضا أن علاقة نجاة بعبد الحليم توترت بعد أن قام عبد الحليم بغناء هذه القصيدة في حفل عام، إذ اعتبرت هذه الأغنية أغنيتها الخاصة، وبالرغم من أن عبد الوهاب قد غنى الأغنية أيضاً لكن ذلك لم يعد العلاقة بين عبد الحليم ونجاة إلى مجاريها، ربما لأن عبد الوهاب كان معتاداً على غناء الأغاني التي يلحنها لغيره من المغنين، وبالتالي يختلف غناء عبد الوهاب لها عن غناء عبد الحليم، إذ اعتبرت غناء عبد الحليم نوعاً من الاعتداء عليها، إلا أنه الأرجح أن تلك الأخبار كانت جزءا من الشائعات الطويلة التي صاحبت القصيدة.
- صار أداء المطربين الكبار الثلاثة موضعاً للمقارنة بين معجبيهم، وهو موضوع يخضع للتقييم الشخصي لكل معجب على حدة.
- وقصة غناء عبد الوهاب للاغنية يعود إلى ان إذاعة هيئة الإذاعة البريطانية -والتي شاع تسميتها الآن بالـ بي بي سي عربي - استضافت عبد الوهاب والشناوي، وأدار الحوار أحد مذيعيها الكبار، وفي اللقاء طلب من عبد الوهاب ان يغنيها فغناها كاملة بالعود مع مقدمة موسيقية تختلف عن تلك التي غناها فيما بعد في الأسطوانة وقد اعتادت إذاعة لندن إذاعة ذلك التسجيل في برنامجها المعروف بـ «من لندن فقط» وكان يتخلل الأغنية كلمات الإعجاب من الحضور في الاستديو، ومنهم كامل الشناوي. بعد ذلك -وبعد ان رأى عبد الوهاب إعجاب مستمعي الإذاعة بذلك التسجيل - قام بغنائها بالعود مرة أخرى في مصر، وأصدرها في أسطوانة من إنتاج شركة «صوت الفن».
- من الجدير بالذكر ان ماجعل تلك الاغنية تتميز با الاداء الاوركسترالي الجيد هو إسنادها إلى الموسيقار علي إسماعيل لتوزيعها فأبدع في ذلك -شأنه في ذلك ما فعله في الكثير من ألحان عبد الوهاب وغيره ـ فجاءت متميزة سواء في تسجيل الأسطوانة لنجاة، أو تسجيل الحفلة لعبد الحليم، وقد قام على إسماعيل بنفسه بقيادة الاوركسترا في حفلة عبد الحليم (انظر الرابط اسفل هذه المقالة).

## وصلات خارجية
- لا تكذبي يغنيه محمد عبد الوهاب على يوتيوب
- لا تكذبي بصوت نجاة الصغيرة على يوتيوب
- لا تكذبي بصوت عبد الحليم حافظ على يوتيوب